# Irénée Ruinart de Brimont
Pour les autres membres de la famille, voir Famille Ruinart de Brimont.
Pour les articles homonymes, voir Ruinart et Brimont (homonymie).
François Jean Irénée Ruinart, 1er vicomte de Brimont, né à Reims le 30 novembre 1770, et mort dans cette ville le 6 janvier 1850, est un homme politique français.

## Biographie
Irénée Ruinart fait ses études au collège des bénédictins de Douai. 
Négociant de profession, il est maire de Reims de 1821 à 1827. Député de Reims de 1816 à 1821, de 1824 à 1827 puis du 19 juillet au 12 août 1830, date de sa démission, il siège au centre droit ; officier de la Légion d'honneur, conseiller général, il est gentilhomme de la chambre de Charles X. 
En 1818, il fit voter une exemption du service pour les Frères des écoles chrétiennes. Il crée en 1822 la Caisse d'épargne de Reims, ainsi que le mont-de-piété dont Talleyrand jeta les bases. Il achève la façade de l'Hôtel de Ville, y fait percer la rue Colbert, contribue à la création de l'œuvre de Bethléem, il était aussi du Conseil de fabrique de la cathédrale. Il participe à la fondation de l'Académie nationale de Reims et crée, en 1839, la première société d'entraide de légionnaires, dénommée « Association rémoise des membres de la Légion d'honneur », association toujours en activité et entretenant des liens très étroits avec la « Société des membres de la Légion d'honneur », dont le siège se trouve à l'Hôtel des Invalides à Paris.
Il participe activement à la renommée de la Maison Ruinart, auquel il contribue à donner un grand essor. Premier magistrat de la ville lors du sacre de Charles X, il accueille le roi avec cette adresse lapidaire : « Sire, nous vous offrons nos vins, nos biscuits et nos cœurs ». En siégeant au centre-droit, il siège parmi les « constitutionnalistes » et non dans le camp des ultras, siégeant à l'extrême-droite. La révolution de Juillet le rejette plus à droite, dans le camp des légitimistes, attachés aux Bourbons et au drapeau blanc. Alors qu'il est toujours député, il donne sa démission en désavouant le régime qui a émergé en juillet 1830 : « nommé député dans des circonstances qui n’existent plus, je croirais déroger à mon mandat si je prenais part aux délibérations de la chambre, et je vous prie de faire agréer ma démission ».

## Famille
Membre de la famille Ruinart, il est le fils de Claude Ruinart (1731-1798), écuyer seigneur de Brimont, avocat, négociant, conseiller secrétaire du roi, contrôleur des guerres, prévôt de l’échevinage et président de l’administration de l’Hôtel-Dieu de Reims, et d'Hélène Tronson du Coudray, sœur du colonel Jean-Baptiste Tronson du Coudray et de Guillaume Alexandre Tronsson, l'avocat qui défendit Marie-Antoinette. Cette ascendance fait de lui un produit de la noblesse de robe et de clocher issue du négoce, de la profession d'avocat et de l'échevinage. Une telle généalogie témoigne de l'acculturation d'une famille qu'on retrouve en 1830 dans le camp de la contre-Révolution. Il est également le petit-fils de Nicolas Irénée Ruinart. Il épousa à Rouen Mary Elisabeth Brigitte O'Garvey (1770-1835) qui lui donne entre autres Thierry Ruinart de Brimont, marié à Jeanne Appoline Turgot, et Jean Arthur Ruinart de Brimont (1798 - 30 mai 1874 à Caudebec[Lequel ?]), conseiller à la cour des comptes. Décédé en 1850, il repose au cimetière du Nord.
Il est le grand-père maternel de l'économiste Jules Hériot de Vroil.

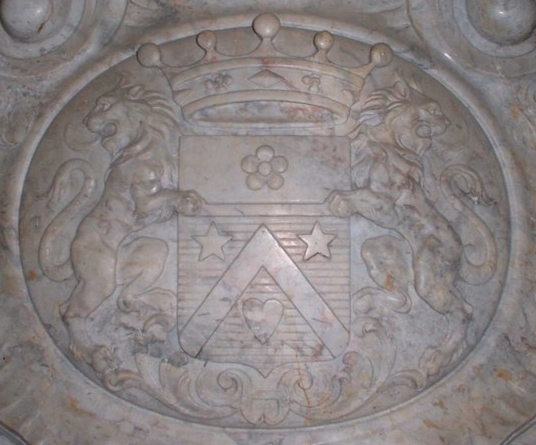
Le blason des Ruinart,
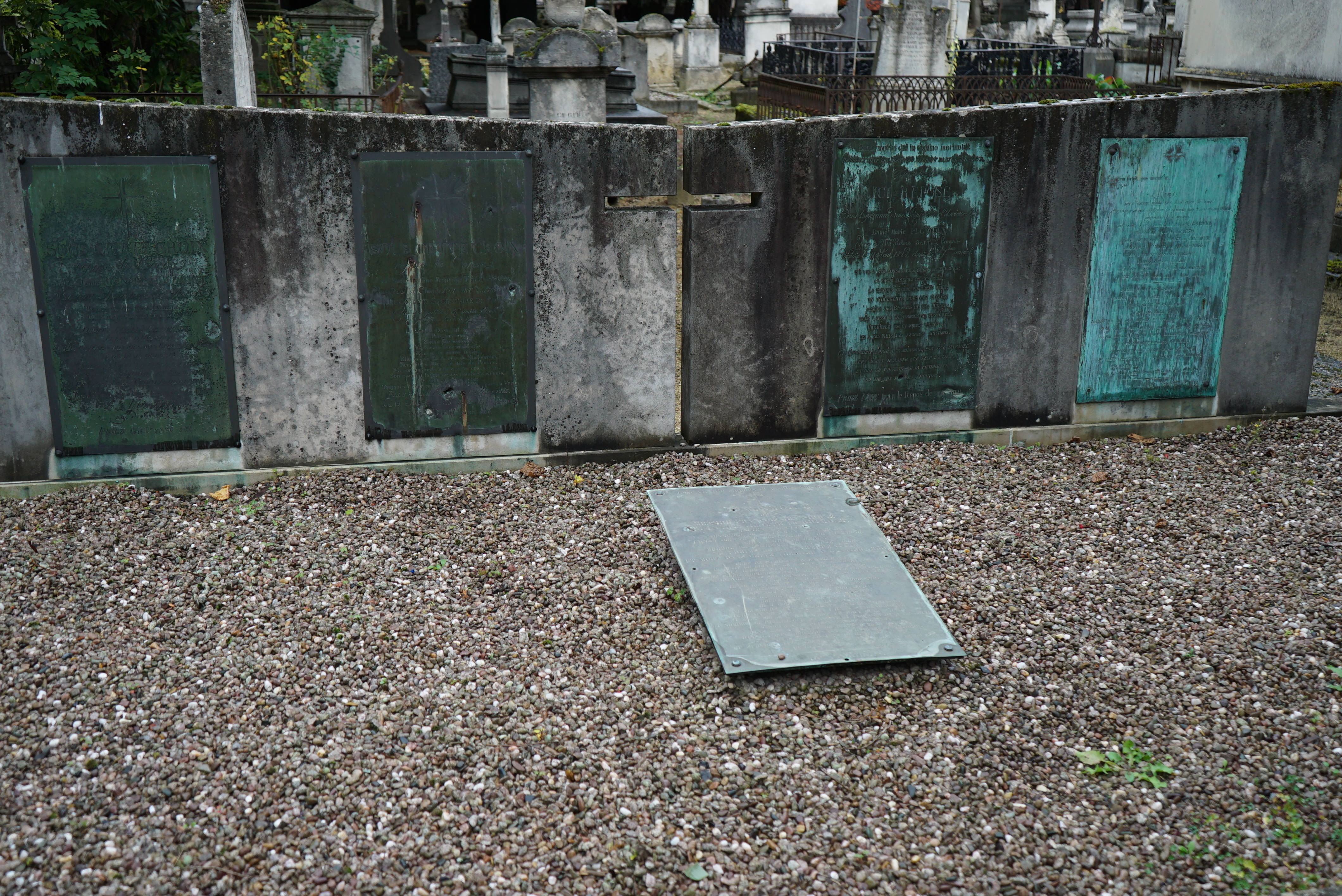
tombe familiale dans le canton 6.